# Xylena japonica
Xylena japonica là một loài bướm đêm trong họ Noctuidae.